# Вельяминово (Александровский район)
Вельяминово — упразднённая деревня в Александровском районе Владимирской области России.

## География
Урочище находится в северо-западной части области, в зоне хвойно-широколиственных лесов, на левом берегу реки Шахи, на расстоянии примерно 29 километров (по прямой) к северо-востоку от города Александрова, административного центра района.

### Климат
Климат характеризуется как умеренно континентальный, с умеренно тёплым летом, холодной зимой, короткой весной и облачной, часто дождливой осенью. Среднегодовая температура воздуха — +3,4 °C. Годовое количество атмосферных осадков — 549 миллиметров, из которых большая часть выпадает в тёплый период.

## История
В «Списке населенных мест Владимирской губернии по сведениям 1859 года» населённый пункт упомянут как владельческая деревня Ильяминово (Вельяминово) Александровского уезда, расположенная при колодцах, в 28 верстах от уездного города. В деревне насчитывалось 7 дворов и проживало 39 человек (19 мужчин и 20 женщин).
По состоянию на 1905 год, в Вельяминове имелось 9 дворов и проживало 53 человека. В административном отношении деревня входила в состав Андревско-Годуновской волости.
В советское время входила в состав Долгопольского сельсовета Александровского района (в период с 1941 до 1965 годы — в составе Струнинского района). Упразднена решением облисполкома № 1086 от 22 сентября 1965 года как фактически не существующая.